# Jean d'Oultremont
Jean-François-Georges d'Oultremont comte d'Oultremont et du Saint-Empire, né le 24 avril 1715 et mort à Anvers le 5 avril 1782, fut chef de l'État noble du pays de Liège et comté de Looz et président de la souveraine cour féodale de Liège.

## Biographie
Il est le fils de Jean-François-Paul-Émile, comte d'Oultremont et du Saint-Empire (1731) et de Marie-Isabelle de Bavière de Schagen, comtesse héritière de Warfusée.
Chanoine noble au chapitre de Liège en 1728, il est ensuite  élève au collège Louis-le-Grand à Paris.
En 1733, il devient lieutenant au régiment de marine. Il participe aux Campagnes du Rhin en 1734 et 1735, de Bavière en 1741, de Bohême en 1742, d'Allemagne en 1743, de Moselle en 1744, du Rhin en 1745 et de Provence en 1746. 
En 1748, il passe au service de Guillaume IV d'Orange-Nassau, stathouder des Provinces-Unies des Pays-Bas, qui le nomme lieutenant-colonel du régiment de dragons wallons.
En 1751, il quitte l'armée et épouse à Haarlem (Hollande) Marie-Jacqueline-Jeanne de Tiarck de Walta, fille de Pierre-Adrien, chevalier de l'ordre de Saint-Jacques, et de Cornélie-Marie van Brée.
En 1763, son frère, Mgr Charles-Nicolas d'Oultremont, élu prince-évêque de Liège, le nomme lieutenant des fiefs de la Cour féodale de Liège.
Devenu chef de l'État noble et premier ministre de la principauté de Liège, il seconde son frère dans la gestion des affaires de la principauté de Liège.